# 空手バカ一代 (曲)
『空手バカ一代』（からてバカいちだい）は、大安蓮（子門真人）とパイオニア児童合唱団の楽曲。テレビアニメ『空手バカ一代』のオープニングテーマ。1973年10月25日にワーナー・パイオニア（パイオニアレーベル、現：ワーナーミュージック・ジャパン）から発売された。レコード品番はL-2503P。
TVアニメ『空手バカ一代』のオープニングでは、大山倍達が山篭りしたことのある身延山の日蓮宗総本山身延山久遠寺の山門が出てくる。

## 収録CD
- 『子門真人 VOCAL COMPILATION”SONGS FOR HEROES”（緑盤）』発売元：バップ　ASIN B00005H0L7
- 『懐かしのアニメソング大全4 1970～1973』発売元：EMIミュージック・ジャパン　ASIN B00005GLJI
- 『懐かしのテレビまんが主題歌大全集』発売元：バップ　ASIN B00005H0MM

## 他での使用例
- ミュージックバードの音楽番組『全日本フォーク道場』にて、この曲のイントロがテーマ曲として使われていた（2014年4月6日 - 2015年9月27日）。
- 嘗て柏レイソルのサポーターグループが主催する試合前の余興として、歌詞中の「空手」を「柏」に変えた「柏バカ一代」として1番を流し合唱するのが定番であったが、2011年に所属していた当該グループのサポーターの暴力事件を受けて無期限入場禁止処分が下され音響装置の使用の禁止が明記された為、同年以降流されていない[2]。